# Platymiscium
Platymiscium je rod rostlin z čeledi bobovité. Jsou to stromy nebo keře se vstřícnými zpeřenými listy a drobnými žlutými květy v hustých květenstvích. Plody jsou ploché, jednosemenné a nepukavé. Rod zahrnuje asi 19 druhů a je rozšířen v tropické Střední a Jižní Americe. Některé druhy jsou významné zdroje pevného, kvalitního a dekorativního dřeva.

## Popis
Zástupci rodu Platymiscium jsou opadavé, beztrnné stromy nebo řidčeji keře. Borka je tmavá, hrubá a podélně rozpukaná. Listy jsou lichozpeřené a jsou v rámci bobovitých neobvyklé vstřícným nebo přeslenitým postavením. Jsou složeny ze 3 až 9 velkých, kožovitých, téměř nebo zcela vstřícných lístků. Palisty jsou kožovité, široce vejčité až kopinaté, většinou opadavé. Květy jsou drobné, početné, žluté nebo jasně oranžové, uspořádané v úžlabních latách. Rostliny většinou rozkvétají před novým olistěním. Kalich je zvonkovitý, zakončený drobnými zuby, z nichž horní dva jsou téměř zcela srostlé. Pavéza je vejčitě okrouhlá, více či méně výrazně hnědě žíhaná a bázi krátce nehetnatá. Křídla jsou podlouhle eliptická, ouškatá. Korunní lístky tvořící člunek jsou na vrcholu krátce srostlé. Tyčinek je 10, horní tyčinka je volná nebo krátce na bázi srostlá s ostatními. Semeník je dlouze stopkatý a obsahuje jediné vajíčko. Čnělka je tenká, zahnutá, zakončená drobnou vrcholovou bliznou. Plody jsou tenké nebo poněkud kožovité, podlouhlé a ploché, jednosemenné a nepukavé. Připomínají plody rodu Lonchocarpus. Semeno je velké, ploché, ledvinovitého tvaru.

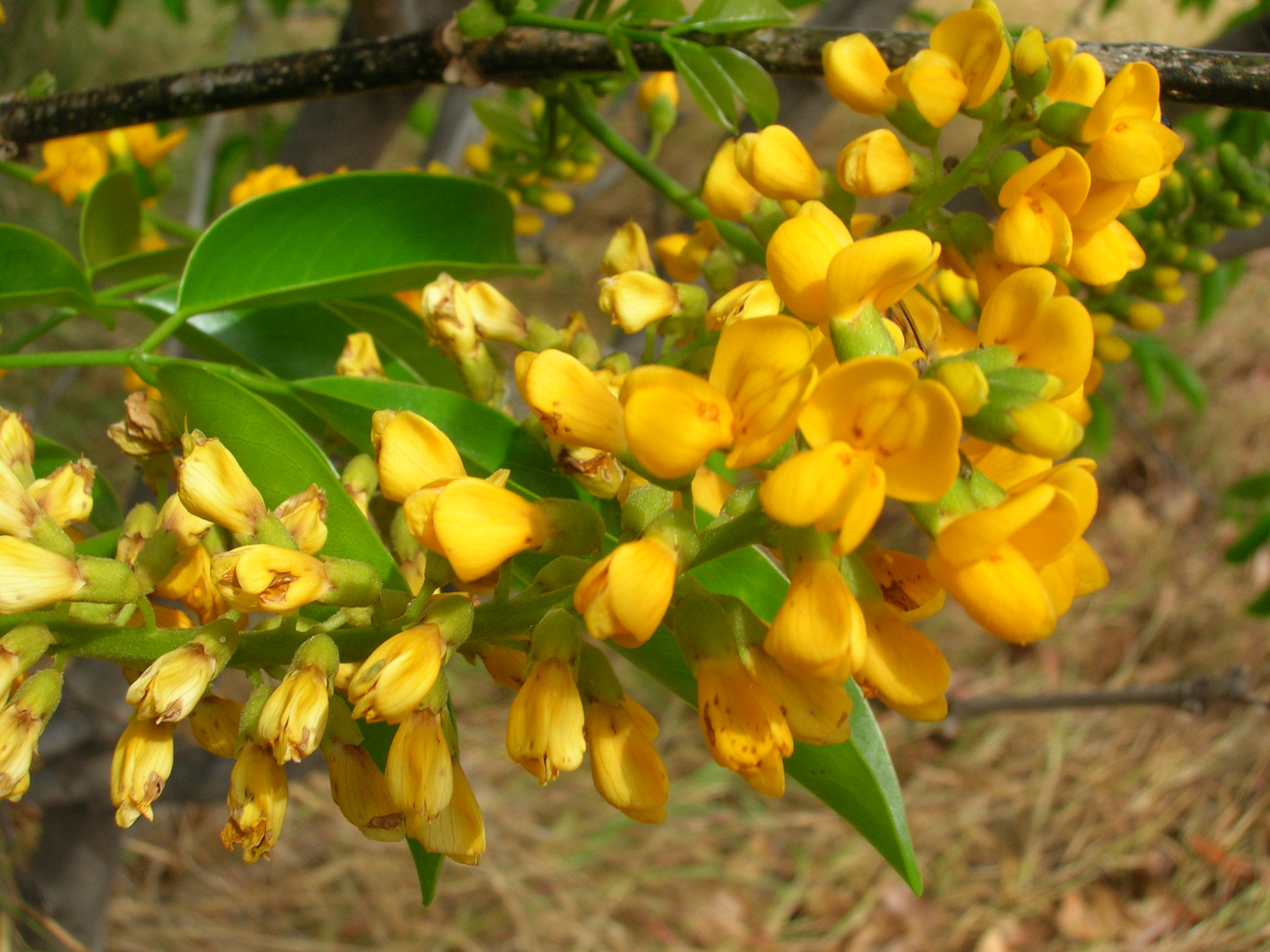
Detail květenství Platymiscium stipulare
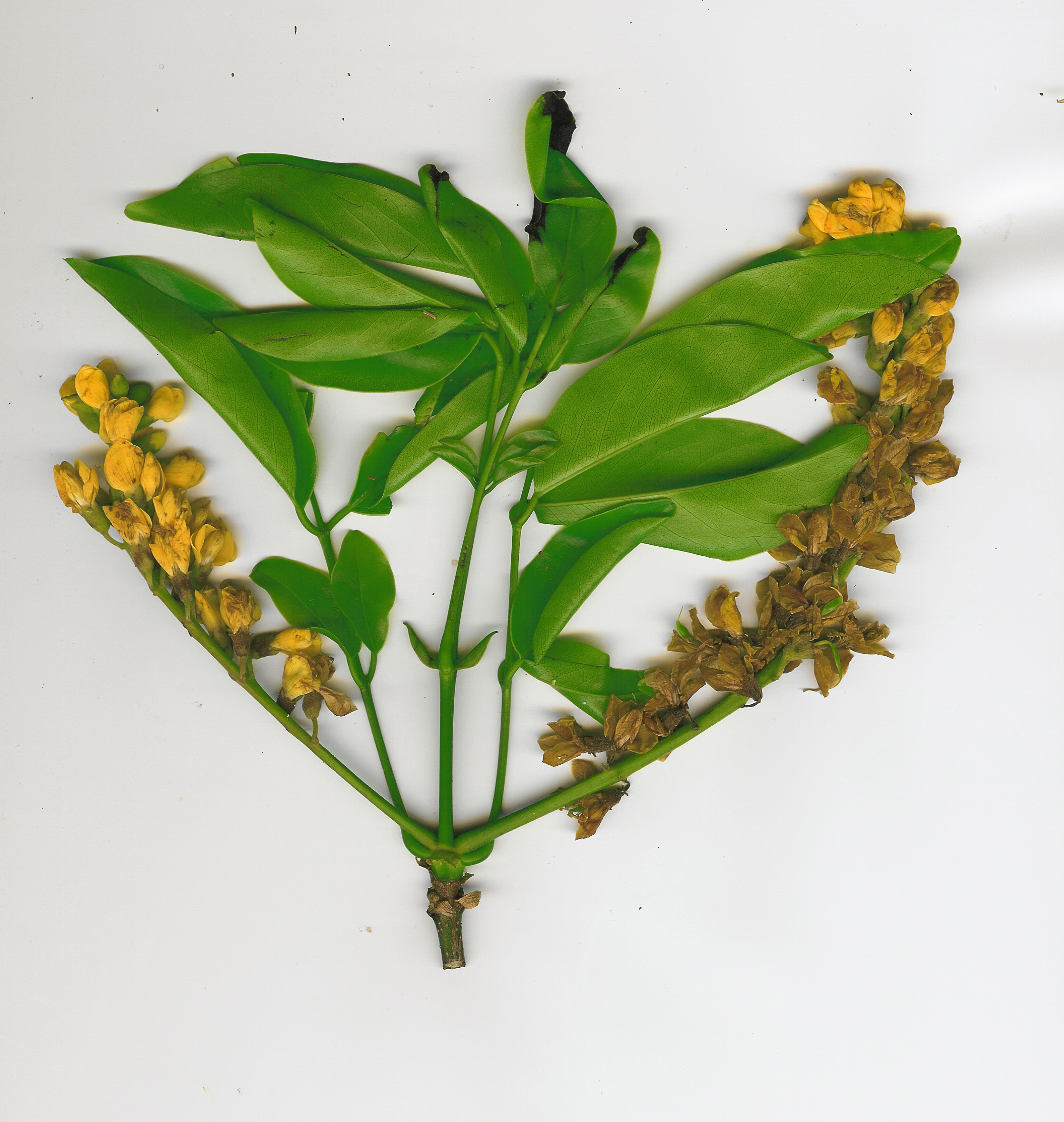
Kvetoucí větévka Platymiscium stipulare
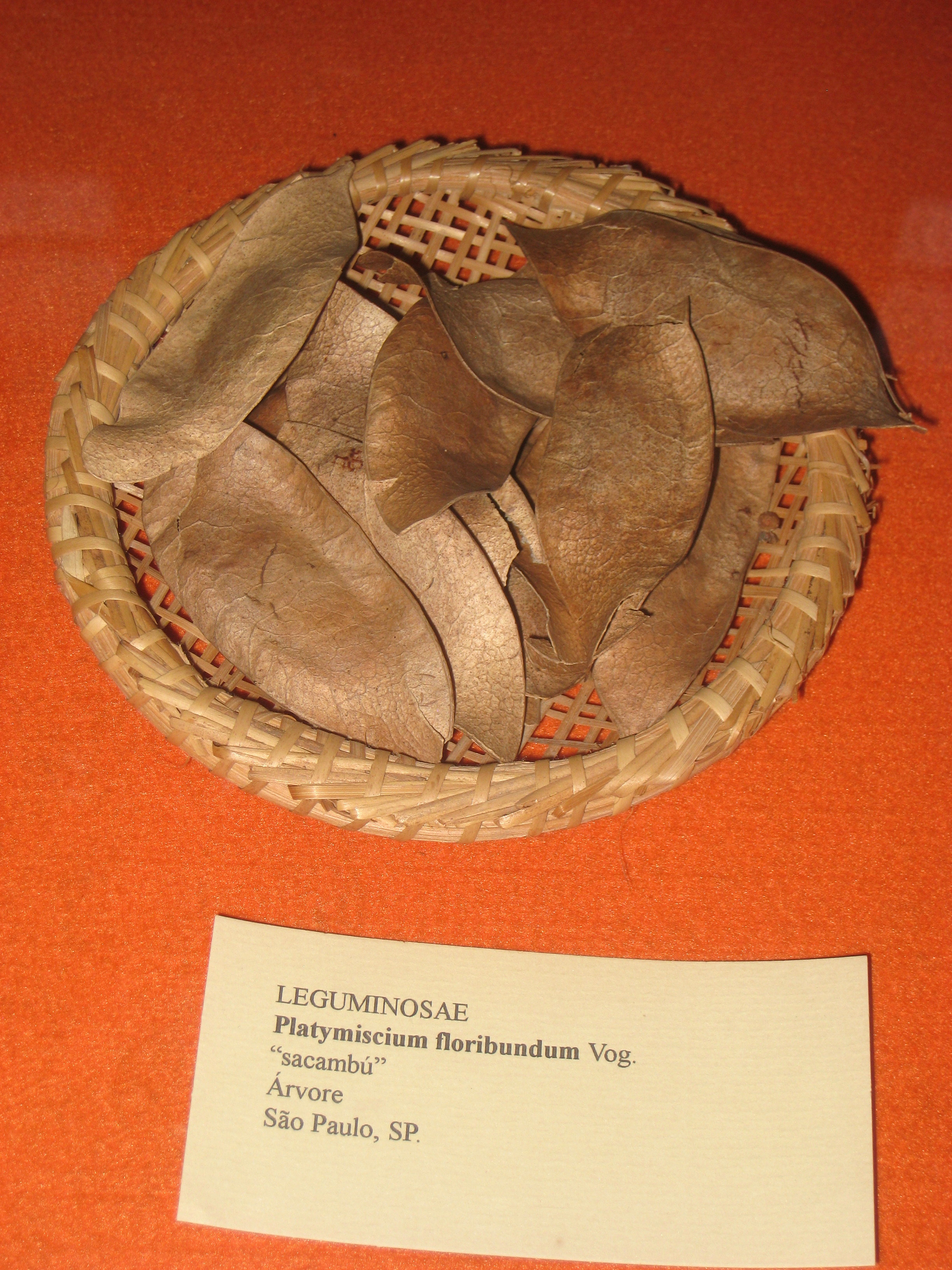
Plody Platymiscium floribundum

## Rozšíření
Rod Platymiscium zahrnuje asi 19 druhů. Je rozšířen v tropické Americe od Mexika po Brazílii a Bolívii. Nejvíce druhů se vyskytuje v Amazonii. Asi polovina druhů roste v tropických deštných pralesích, polovina v sušší vegetaci jako jsou sezónně suché lesy, savany a vegetace typu cerrado a caatinga.

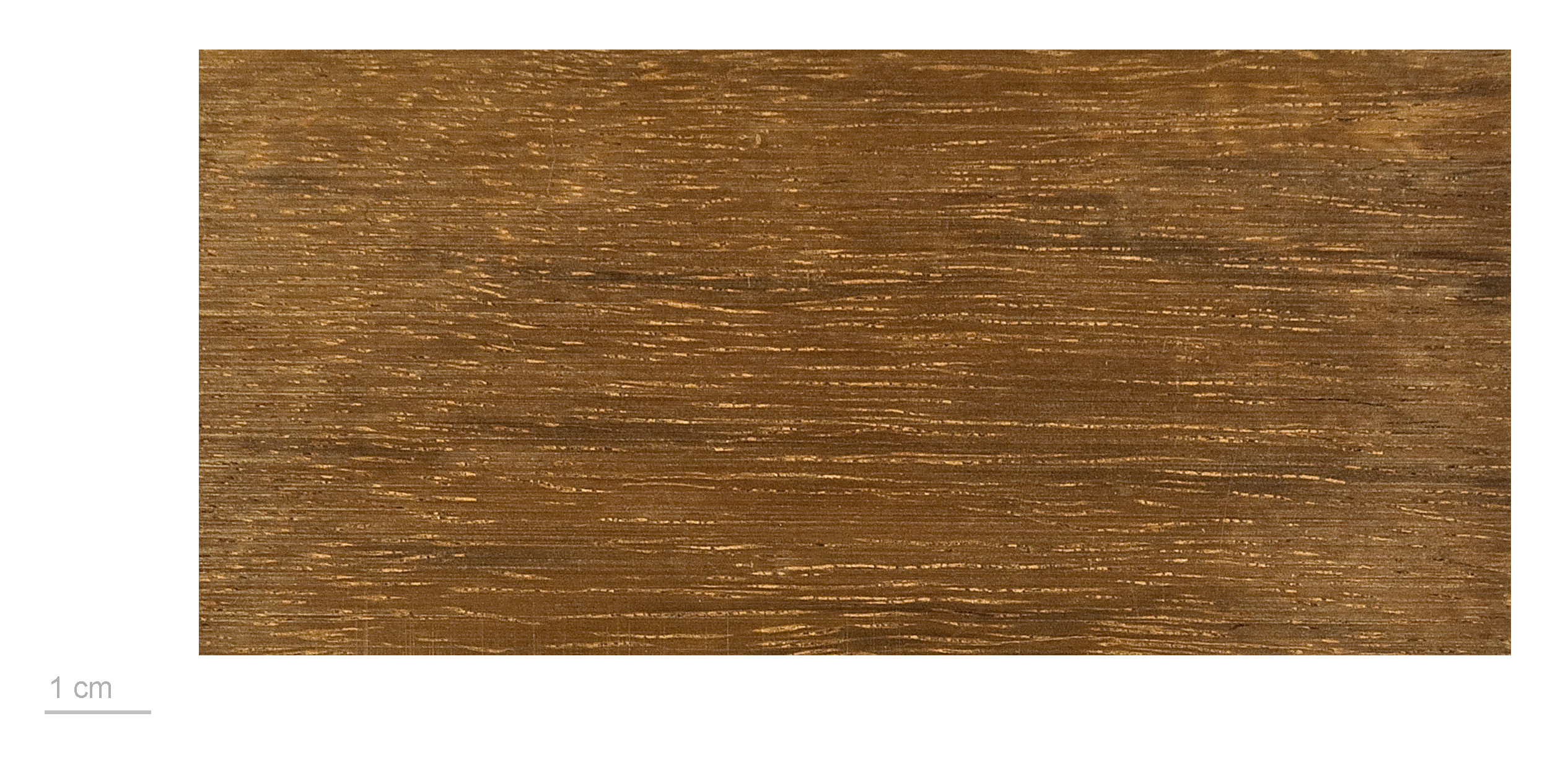
Dřevo Platymiscium sp.

## Význam
Některé druhy Platymiscium se v tropech pěstují jako okrasné dřeviny.
Většina druhů poskytuje ceněné, tvrdé a kvalitní dřevo. V Brazílii náleží mezi významné zdroje dřeva druhy P. trinitatis a P. ulei, v Guatemale P. dimorphandrum a v Panamě a Venezuele P. pinnatum. Všechny tyto druhy mají červenohnědé jádrové dřevo s atraktivní černou, purpurovou nebo červenou kresbou. Dřevo je tvrdé a pevné, snadno opracovatelné, odolné proti rozkladu a má vysoký přirozený lesk.
Dřevo široce rozšířeného druhu Platymiscium trinitatis (syn. P. duckei) je velmi dekorativní, světle červenohnědé s tmavými pruhy. Je obchodováno pod názvem trebol. Používá se zejména na hudební nástroje, dýhy, soustružení a vnitřní i vnější vybavení užitných prostor.